# Фок, Владимир Александрович
Влади́мир Алекса́ндрович Фок (10 (22) декабря 1898, Санкт-Петербург — 27 декабря 1974, там же) — советский физик-теоретик, автор основополагающих трудов по квантовой теории поля, квантовой электродинамике, квантовой механике и общей теории относительности. Академик АН СССР (1939), Герой Социалистического Труда, член ряда академий наук и научных обществ, лауреат многих национальных и международных премий. Номинант на Нобелевскую премию по физике.

## Биография
Родился в семье учёного-лесовода и межевого инженера Александра Александровича Фока (1858—1919), известного специалиста по лесному делу, который перед Первой мировой войной получил звание действительного статского советника, и Надежды Алексеевны Червинской, дочери прокурора Судебной палаты в Казани и сенатора Российской империи Алексея Андреевича Червинского (1829—1878), действительного статского советника и тайного советника.
Окончив среднюю школу в Петрограде в 1916 году, поступил на физико-математический факультет Петроградского университета, однако затем добровольно зачислился в Артиллерийское училище и после прохождения ускоренного курса последнего был направлен на фронт. В 1918 году, вернувшись по демобилизации в Петроград, возобновил занятия в университете. Своими учителями считал Ю. А. Круткова, В. Р. Бурсиана, В. К. Фредерикса и А. А. Фридмана.
В 1919 году, будучи студентом, приступил к работе в Государственном оптическом институте в должности лаборанта.
В 1922 году окончил Петроградский университет и остался там работать, с 1932 года — в должности профессора, впоследствии возглавлял кафедру теоретической физики. В разные годы одновременно работал в ЛФТИ (1924—1936), ГОИ (1928—1941, руководил теоретическим отделом), в ФИАН имени П. Н. Лебедева (1934—1941 и 1944—1953), в ИФПАН (1954—1964).
В период сталинских репрессий дважды был арестован: 8 марта 1935 года (в тот же день отпущен) и в ночь на 11 февраля 1937 года в связи с «Пулковским делом». П. Л. Капица немедленно обратился к И. В. Сталину в защиту Фока (из письма: «Таких ученых, как Фок, у нас немного, и им Союзная наука может гордиться перед мировой наукой, но это затрудняется, когда его сажают в кутузку»), и уже через четыре дня тот был доставлен к наркому внутренних дел Н. И. Ежову и после беседы с ним отпущен.

Памятник на могиле..

В 1944 году был причастен к событиям, связанным с «письмом 14 академиков»: по решению председателя Всесоюзного комитета по делам высшей школы С. В. Кафтанова Фок был назначен заведующим кафедрой теоретической физики физического факультета МГУ имени М. В. Ломоносова вместо претендентов И. Е. Тамма и А. А. Власова. Это стало не самым успешным начинанием профессора Фока, и уже через два месяца он написал Капице о том, что хотел бы оставить эту должность. Однако конфликт получил новое развитие, и по основанному на письме Фока Капице предложению, изложенному в «письме четырёх академиков», его кандидатура была выдвинута академиками как одна из возможных на должность декана физического факультета МГУ имени М. В. Ломоносова.
Позже Фок длительное время преподавал в Ленинградском университете. В начале 1970-х годов отказался сдать валюту, заработанную зарубежными лекциями, государству, сказав, что он «не оброчный мужик».
Умер 27 декабря 1974 года в Ленинграде. Похоронен на Комаровском кладбище. Могила является памятником культурно-исторического наследия.

### Семья
- Жена — Александра Владимировна Лермонтова (1892—1964)[17] (по другим сведениям —1966[18]), дочь известного физика и педагога В. В. Лермантова.
  - Сын — Михаил Владимирович Фок (1928—2008), биофизик, доктор физико-математических наук, профессор, главный научный сотрудник Физического института имени П. Н. Лебедева РАН (ФИАН).
  - Дочь — Наталья Владимировна Фок (05.03.1926—2022[19]), кандидат химических наук, доцент кафедры химической кинетики химического факультета МГУ[20].
    - Внук — Владимир Владимирович Фок (род. 3 марта 1964), физик-теоретик и математик, кандидат физико-математических наук, сотрудник Института теоретической и экспериментальной физики имени А. И. Алиханова.

## Основные научные работы и достижения
Работы относятся к квантовой механике, квантовой электродинамике, квантовой теории поля, теории многоэлектронных систем, статистической физике, теории относительности, теории гравитации, радиофизике, математической физике, прикладной физике, философским проблемам физики.
Ввёл и изучил фундаментальные понятия квантовой механики и квантовой теории поля — пространство Фока, метод функционалов Фока, метод собственного времени, многовременной формализм Дирака — Фока — Подольского, градиентная (калибровочная) инвариантность, метод Хартри — Фока («метод самосогласованного поля»), открыл фоковскую симметрию атома водорода, доказал теоремы Борна — Фока (об адиабатическом пределе) и Фока — Крылова (о распадающихся состояниях).
Разработал интерпретацию квантовой механики на основе концепции реальности квантовых состояний микрообъекта (интерпретация Фока).
Разработал новую интерпретацию общей теории относительности как теории тяготения, которую изложил в монографии «Пространство, время, тяготение». Развил новый подход к вычислению поправок к теории Ньютона, следующих из теории тяготения Эйнштейна — постньютоновский формализм.
Во время Великой Отечественной войны внёс выдающийся вклад в разработку методов исследования распространения радиоволн в окрестности поверхности Земли, создав оригинальные асимптотические методы для решения волнового уравнения.

## Премии, награды и почётные звания
- Орден Трудового Красного Знамени.

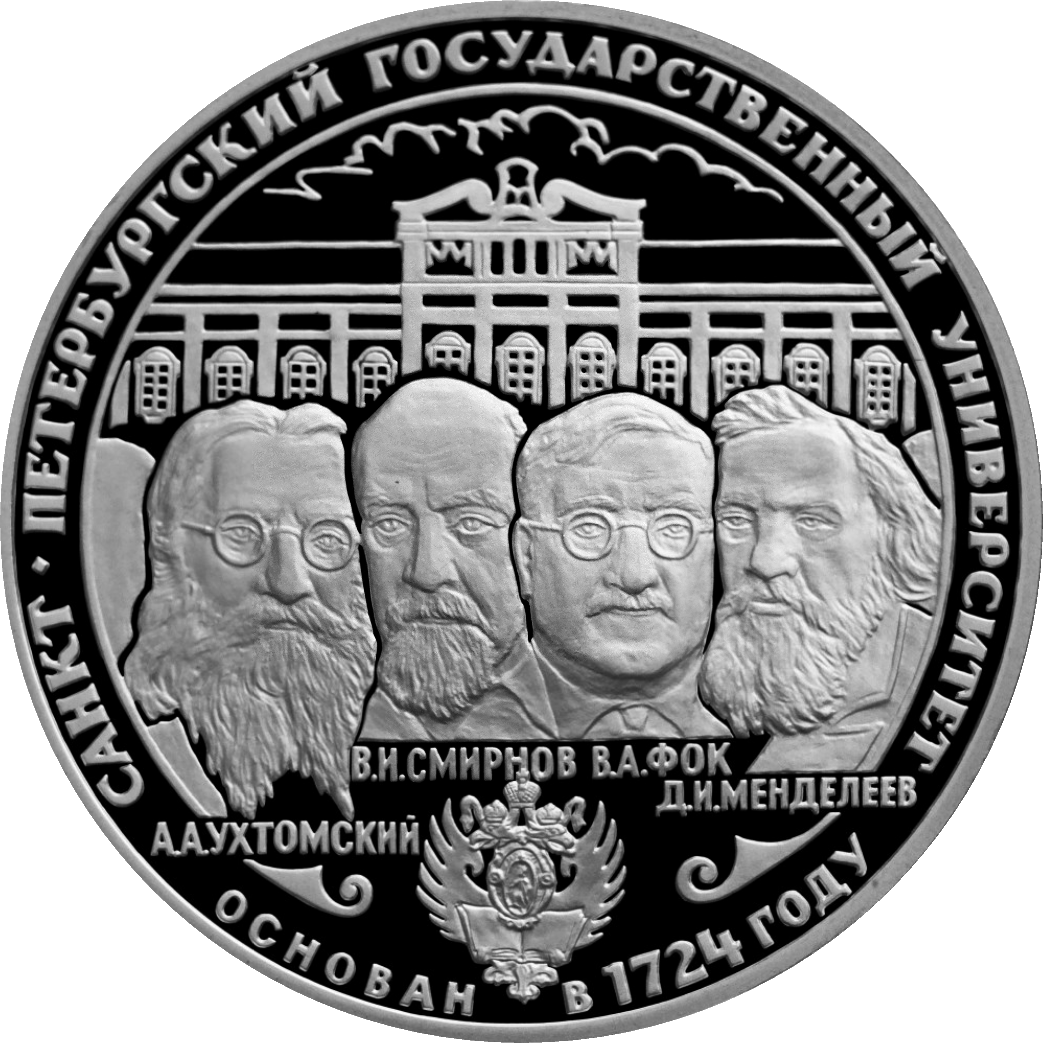
В. А. Фок на монете ЦБ РФ

- 1936 — премия имени Д. И. Менделеева — за работы по квантовой теории строения сложных атомов.
- 1937 — премия имени Н. И. Лобачевского — за работы, расширяющие идеи Н. И. Лобачевского.
- 1944 — медаль «За оборону Ленинграда».
- 10 июня 1945 — орден Ленина.
- 19 сентября 1953 — орден Ленина.
- 21 декабря 1958 — орден Ленина.
- 24 декабря 1968 — орден Ленина.
- 1946 — Сталинская премия первой степени — за научные работы по теории распространения радиоволн, завершающихся работой «Дифракция радиоволн вокруг земной поверхности».[31]
- 1956 — первая премия Ленинградского университета — за книгу «Теория пространства, времени и тяготения».
- 1960 — Ленинская премия — за работы по квантовой теории поля — «пространство Фока», изложенные в монографии «Работы по квантовой теории поля» (1957).
- 1958 — иностранный член Норвежского королевского общества[англ.] в Тронхейме.
- 1965 — иностранный член Королевского общества Дании.
- 1966 — почётный доктор Университета Дели, Индия.
- 1967 — Почётный доктор Мичиганского университета, США.
- 1967 — иностранный член Немецкой академии наук в Берлине.
- 24 декабря 1968 — Герой Социалистического Труда.
- 20 апреля 1969 — Менделеевский чтец.
- 1971 — медаль имени Гельмгольца.
- 1972 — член Международной Академии квантовой теории молекул.
- 1972 — почётный доктор Лейпцигского университета.

## Память
- 1980-е — конференц-зал имени академика В. А. Фока НИИФ им. Фока Ленинградского государственного университета.
- 4 сентября 1987 — малая планета (10728) Владимирфок, открытая астрономом Крымской астрофизической обсерватории Л. В. Журавлёвой[32].
- 1988 — мемориальная доска на здании НИИФ им. Фока Ленинградского государственного университета в Петергофе, Ульяновская улица, дом 1 (архитектор В. В. Исаева, скульптор А. А. Виноградов) с текстом: «Академик Владимир Александрович Фок, один из основоположников современной теоретической физики, работал в Ленинградском университете с 1922 по 1974 год»[33].
- 1995 — премия имени В. А. Фока Российской академии наук, присуждаемая за выдающиеся работы в области теоретической и математической физики[34].
- 1998—2005 — Международная школа молодых учёных по физике имя В. А. Фока[35][36].
- 1999 — Научно-исследовательский институт физики имени В. А. Фока Санкт-Петербургского государственного университета.
- 2019 — имя присвоено дому в Елабуге, в котором В. А. Фок жил в 1941—1943 гг.[37]
- 2020 — дано положительное заключение на проект установки мемориальной доски на здании Ректорского флигеля СПбГУ[38].
- 2021 — 24 декабря имя присвоено улице в Петергофе[39].

## Адреса в Санкт-Петербурге
- Васильевский остров, 9-я линия, д. 22 (Дом Степана Петрова)[40], кв. 3[41].

## Публикации

### Монографии
- В. А. Фок. Механика сплошных сред. — Л., 1932
- В. А. Фок. Начала квантовой механики. — Л.: Кубуч, 1932; 2-е изд. — М.: Наука, 1976.
- В. А. Фок. Теория определения сопротивления горных пород по способу каротажа. — М.—Л.: ГТТИ, 1933.
- В. А. Фок. Лекции по квантовой механике. — Л.: Университет, 1937.
- В. А. Фок. Дифракция радиоволн вокруг земной поверхности. — М.-Л.: АН СССР, 1946.
- В. А. Фок, А. Котельников. Некоторые применения идей Лобачевского в механике и физике. — М., 1950.
- В. А. Фок. Теория пространства, времени и тяготения. М.: Гостехиздат, 1955; 2-е изд. — М.: Физматгиз, 1961.
- В. А. Фок. Работы по квантовой теории поля. — Л.: Университет, 1957.
- В. А. Фок. Квантовая физика и строение материи. — Л.: Университет, 1965.
- В. А. Фок. Electromagnetic diffraction and propagation problems. — London: Pergamon Press, 1965.
- В. А. Фок. Проблемы диффракции и распространения электромагнитных волн. — М.: Советское радио, 1970.
- В. А. Фок. Квантовая физика и философские проблемы. — М., 1970.

### Статьи в УФН
- В.А. Фок. Можно ли считать, что квантово-механическое описание физической реальности является полным? Комментарий к статьям Эйнштейна-Подольского-Розена и Бора // УФН. — 1936. — Вып. 4.
- В.А. Фок. Проблема многих тел в квантовой механике // УФН. — 1936. — Вып. 7.
- В.А. Фок. Принципиальное значение приближённых методов в теоретической физике // УФН. — 1936. — Вып. 8.
- В.А. Фок. Законы отражения Френеля и законы диффракции // УФН. — 1948. — Т. 36, вып. 11.
- В.А. Фок. Диффракция Френеля от выпуклых тел // УФН. — 1951. — Т. 43, вып. 4.
- В.А. Фок. Критика взглядов Бора на квантовую механику // УФН. — 1951. — Т. 45, вып. 9.
- В.А. Фок. Уравнения движения системы тяжёлых масс с учётом их внутренней структуры и вращения // УФН. — 1956. — Т. 59, вып. 5.
- В.А. Фок. Замечания к творческой автобиографии Альберта Эйнштейна // УФН. — 1956. — Т. 59, вып. 5.
- В.А. Фок. Об интерпретации квантовой механики // УФН. — 1957. — Т. 62, вып. 8.
- В.А. Фок. Замечания к статье Бора о его дискуссиях с Эйнштейном // УФН. — 1958. — Т. 66, вып. 12.
- В.А. Фок. Работы А.А. Фридмана по теории тяготения Эйнштейна // УФН. — 1963. — Т. 80, вып. 7.
- В.А. Фок. Принципы механики Галилея и теория Эйнштейна // УФН. — 1964. — Т. 83, вып. 8.
- В.А. Фок. Ещё раз о соотношении неопределённости для энергии и времени // УФН. — 1965. — Т. 86, вып. 6.
- В.А. Фок. Приближённый способ решения квантовой задачи многих тел // УФН. — 1967. — Т. 93, вып. 10. — перепечатка статьи, впервые вышедшей в Zs. Phys. 61, 126 (1930).
- В.А. Фок. Об инвариантной форме волновых уравнений и уравнений движения заряженной точечной массы // УФН. — 2010. — Т. 180, вып. 8. — перепечатка статьи, впервые вышедшей в Zs. Phys. 39, 226 (1926).